# جيمس ستراوس
جيمس ستراوس (بالبرتغالية: James Strauss‏) هو عازف فلوت ‏ برازيلي، ولد في 29 نوفمبر 1974 في ريسيفي في البرازيل.

## وصلات خارجية
- الموقع الرسمي